# The Amaz!ng Meeting
 (janvier 2021).
Si vous disposez d'ouvrages ou d'articles de référence ou si vous connaissez des sites web de qualité traitant du thème abordé ici, merci de compléter l'article en donnant les références utiles à sa vérifiabilité et en les liant à la section « Notes et références ».
The Amaz!ng Meeting (TAM) fut une conférence annuelle relative à la Science, au scepticisme, et à l'athéisme. La première d'entre elles fut organisée en 2003 par la James Randi Educational Foundation. 

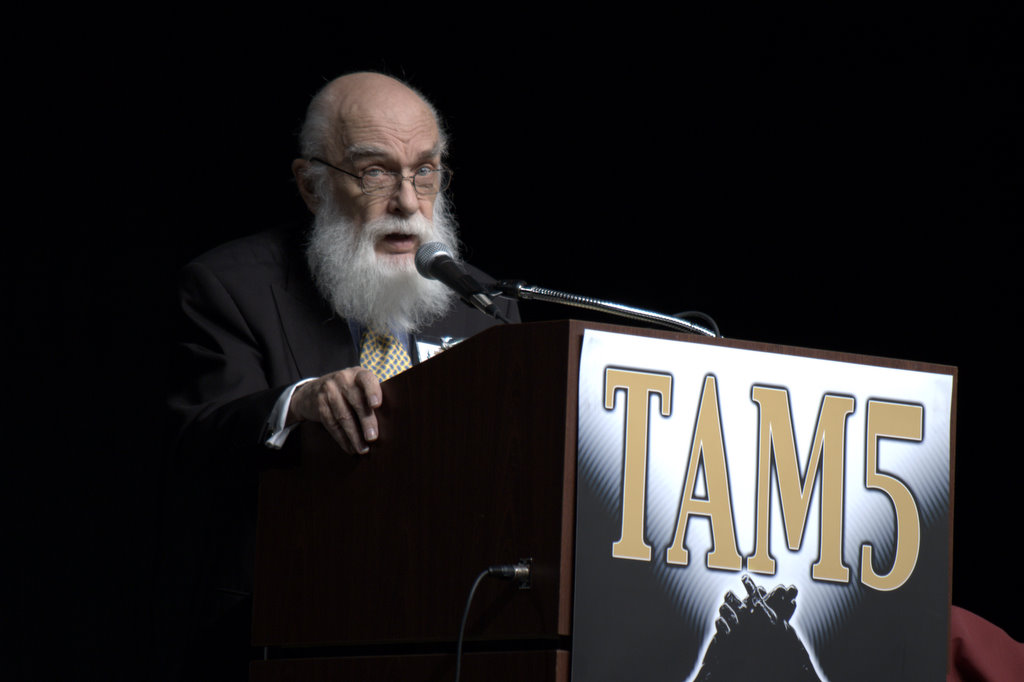
James Randi au TAM 5 en 2007.

Parmi les orateurs participant à ces conférences, on peut citer Christopher Hitchens, Penn & Teller, Susan Gerbic, Phil Plait, Michael Shermer et Julia Sweeney.